# رحلة الطريق
رود تريب أو رحلة على الطريق أو رحلة الطريق (بالإنجليزية: Road Trip)‏ فيلم كوميدي أنتج بالعام 2000م. من بطولة بريكن ماير (Breckin Meyer) وشيان ويليام سكوت (Seann William Scott) والعارضة الممثلة إيمي سمارت (Amy Smart).

## قصة الفيلم
تجري أحداث الفيلم في البداية في جامعة إثيكا (الوهمية) حيث يتعرف جوش باركر على صديقة جديدة هي بيث، ويسجلان على كاميرا فيديو مشاهد لهما، ويقوم بالخطأ بارسال هذا الفيديو إلى صديقته الأقدم تيفاني الموجودة في أوستن.
تبدأ الرحلة حين ينضم أصدقاء جوش إليه في رحلة على الطريق للوصول إلى بريد صديقته تيفاني لمحاولة لاسترجاع الفيلم قبل أن تشاهده.

## وصلات خارجية
- رحلة الطريق على موقع IMDb (الإنجليزية)
- رحلة الطريق على موقع ميتاكريتيك (الإنجليزية)
- رحلة الطريق على موقع روتن توميتوز (الإنجليزية)
- رحلة الطريق على موقع نتفليكس (الإنجليزية)
- رحلة الطريق على موقع قاعدة بيانات الأفلام العربية
- رحلة الطريق على موقع ألو سيني (الفرنسية)
- رحلة الطريق على موقع Turner Classic Movies (الإنجليزية)
- رحلة الطريق على موقع أول موفي (الإنجليزية)
- رحلة الطريق على موقع بوكس أوفيس موجو (الإنجليزية)
- رحلة الطريق على موقع فيلمافينيتي (الإسبانية)